# 19-碘胆固醇
19-碘胆固醇（化学式C27H45OI）是一种胆固醇的19号碳上的氢被碘取代的产物，其碘原子可用I-131核素来作为同位素标记。